# Dilophia salsa
Dilophia salsa là một loài thực vật có hoa trong họ Cải. Loài này được Thomson mô tả khoa học đầu tiên năm 1853.